# Elliott Quow
Elliott Quow (* 3. März 1962) ist ein ehemaliger US-amerikanischer Sprinter.
1983 gewann er bei der Universiade in Edmonton hinter Innocent Egbunike Silber über 200 m. Bei den Panamerikanischen Spielen in Caracas siegte er über dieselbe Distanz und in der 4-mal-100-Meter-Staffel, und bei den Leichtathletik-Weltmeisterschaften in Helsinki holte er die Silbermedaille in 20,41 s hinter seinem Landsmann Calvin Smith (20,14 s) und vor dem Italiener Pietro Mennea (20,51 s).
1983 wurde er für die Rutgers University startend NCAA-Meister über 200 m.

## Persönliche Bestzeiten
- 100 m: 10,35 s, 15. Mai 1983, Westwood
- 200 m: 20,16 s, 19. Juni 1983, Indianapolis